# McDonnell Douglas MD-90
|  | «MD-90» redirigeix aquí. Vegeu-ne altres significats a «Ruta 90 de Maryland». |

El McDonnell Douglas MD-90 és un avió de passatgers d'abast curt-mitjà i de fuselatge estret fabricat per McDonnell Douglas. Fou desenvolupat a partir de la família d'avions MD-80, dels quals es diferencia per tenir el fuselatge més llarg i per estar equipat amb motors IAE V2500, més eficients. L'MD-90, que pot transportar fins a 172 passatgers, entrà en servei el 1995 amb Delta Air Lines, que a setembre del 2019 també era l'última aerolínia amb aquest avió a la seva flota.